# Schloss Bernstadt

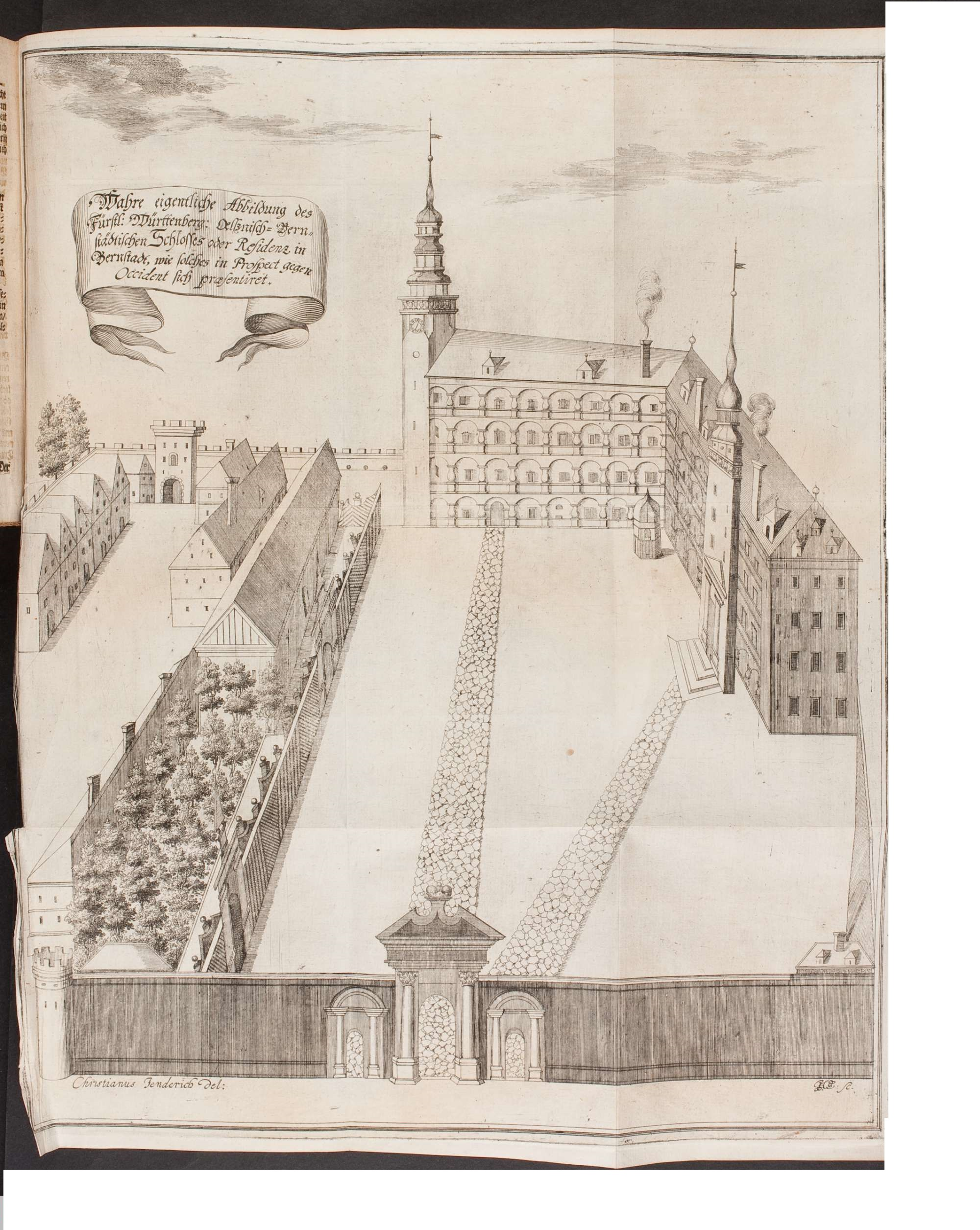
Schloss Bernstadt – Darstellung aus dem Jahr 1692

Schloss Bernstadt (polnisch Zamek w Bierutowie) befindet sich in Bierutów (deutsch: Bernstadt an der Weide) in der Woiwodschaft Niederschlesien in Polen.

## Geschichte
Eine Burg am heutigen Ort ist 1323 erstmals erwähnt. Ursprünglich gehörte Bernstadt zum Herzogtum Breslau. Nach Verkauf an Konrad I. von Oels gehörte der Ort zum Herzogtum Oels. Sowohl unter den piastischen wie den württembergischen Herzögen von Oels war Bernstadt Residenz des zweitgeborenen Sohnes und fiel nach Aussterben dieser Seitenlinien wieder zurück an Oels.
Eine Blütezeit erlebte die Residenz unter der Herrschaft von Heinrich II. von Münsterberg-Oels, der Bernstadt zu seiner neuen Residenz wählte und die Burg in den Jahren 1534–1540 im Renaissancestil ausbauen ließ. Auf den damaligen Bau geht der heute erhaltene Nordflügel zurück. Seine Nachfolger ließen das Schloss mehrmals verpfänden wurde, unter anderem in den Jahren 1574–1604 an die Familie von Schnidel, was der Entwicklung des Baus nicht förderlich war. Beim großen Stadtbrand von 1603 wurde der älteste Teil der Anlage, darunter der Ostflügel, zerstört. 
Unter Heinrich Wenzel von Oels-Bernstadt wurde die Anlage zu einem dreigeschossigen, zweiflügeligen Komplex umgebaut, der aus einem Ostflügel und einem dazu senkrecht stehenden Südflügel bestand, die vom Hof aus mit säulenbogigen Vorbauten geöffnet sind, und einem gotischen, aber nach der Erweiterung viel höheren Turm. 
Bei der Teilung des Herzogtums 1686 kam Bernstadt an Christian Ulrich von Württemberg-Oels. Dieser ließ den vernachlässigten Bau wiederherstellen und um ein Stockwerk erhöhen. Bei diesem Umbau wurde auch ein Lustgarten angelegt und eine Orangerie errichtet. Auch das Schlosstor stammt aus dieser Bauperiode. Als Residenz von Carl von Württemberg erlebte Schloss Bernstadt seine größte Blüte, stand dann aber bis zum Erlöschen der Linie Württemberg-Oels im Jahre 1792 leer. Im 19. Jahrhundert wurde im Schloss ein Forstamt untergebracht. Im Jahr 1884 fiel der Besitz an die Hohenzollern, die Ende des 19. Jahrhunderts den ruinöse Ostflügel abreißen ließen und den Südflügel einer Generalsanierung unterzogen.

## Heutiger Baubestand
Der am besten erhaltene Teil der ehemaligen zweiflügeligen Anlage ist der fünfstöckige Turm, der im unteren Bereich einen quadratisch Querschnitt, im oberen Bereich einen achteckigen Querschnitt hat und mit einem barocken Turmhelm gedeckt ist. Ursprünglich war der Turm mit dem gotischen Ostflügel verbunden, der Ende des 19. Jahrhunderts abgerissen wurde. Das dreigeschossige, mit einem Walmdach gedeckte Gebäude des Südflügels ist noch in gutem Zustand. Die Nordfassade hat ein barockes Portal, das mit der Wappenkartusche der Herzöge von Württemberg-Oels verziert ist.

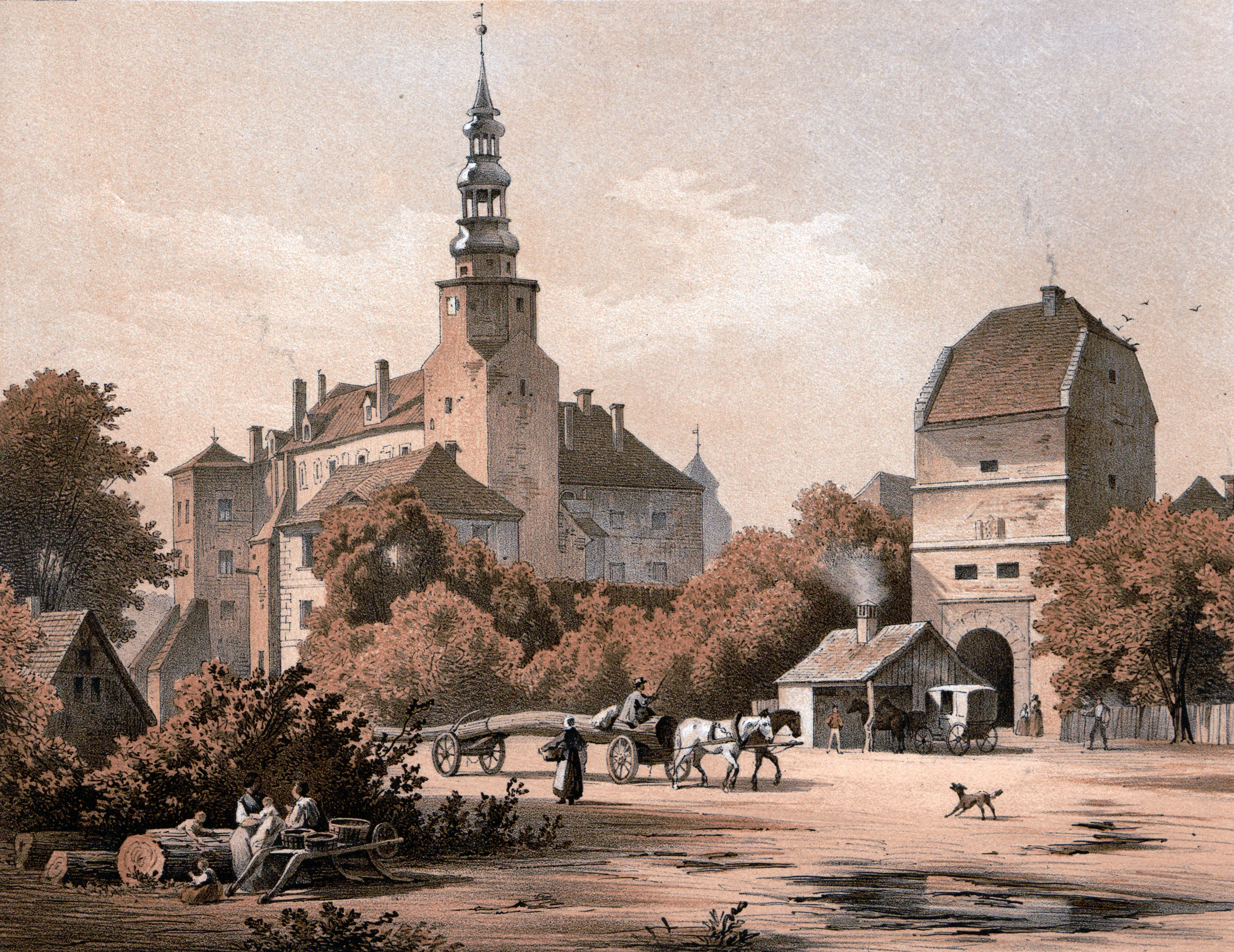
Ansicht Mitte des 19. Jahrhunderts
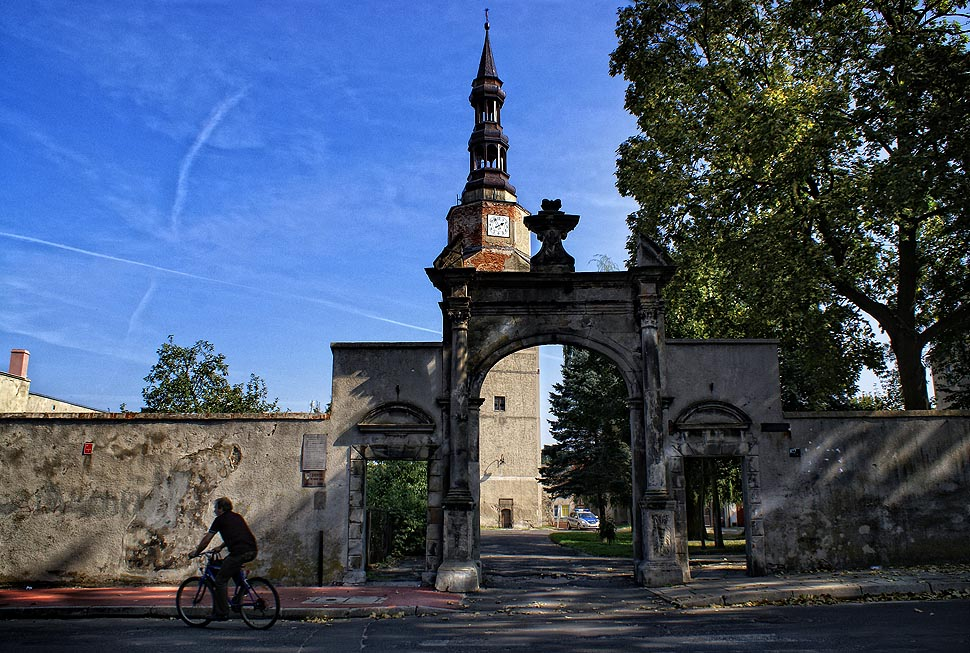
Portal
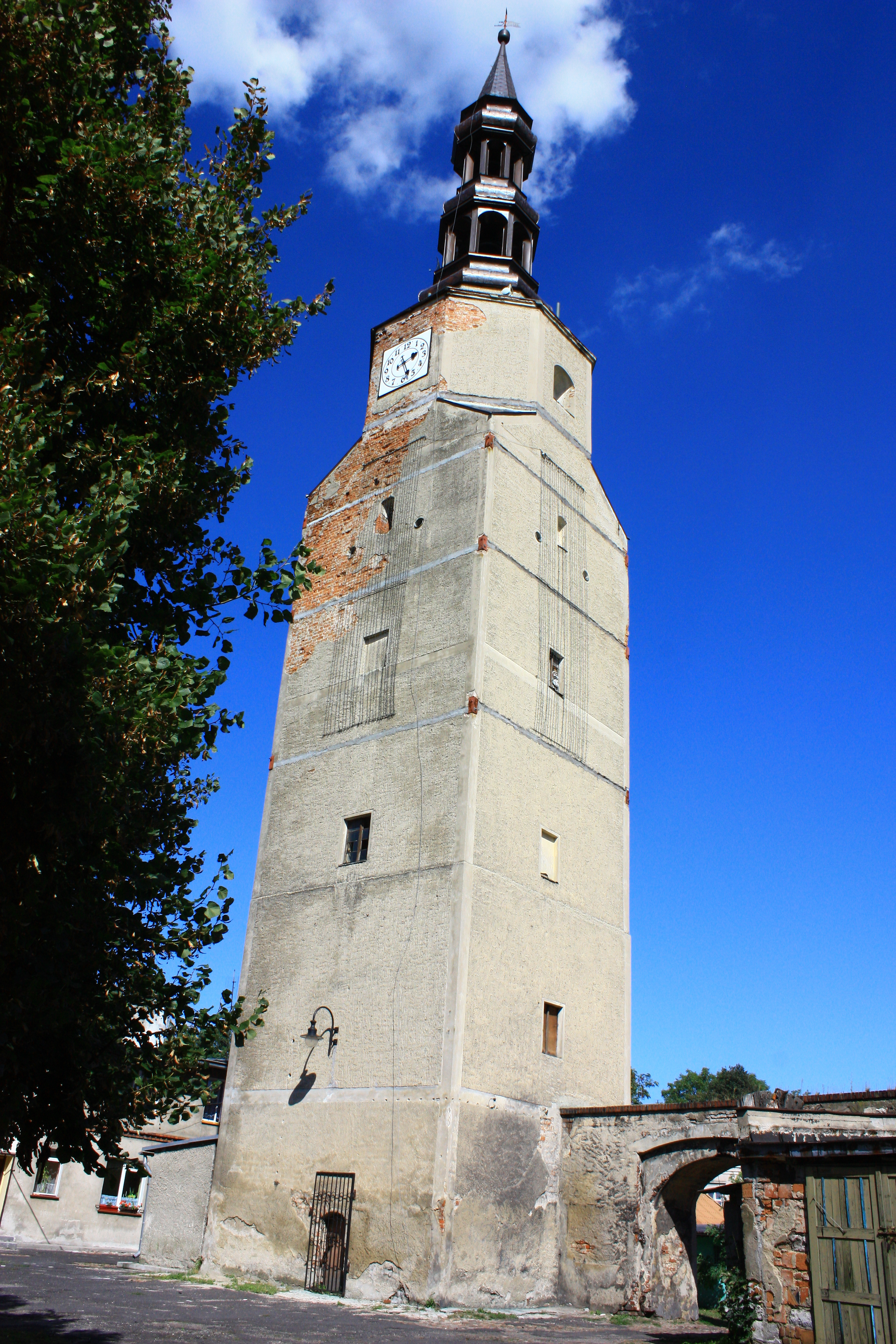
Schlossturm
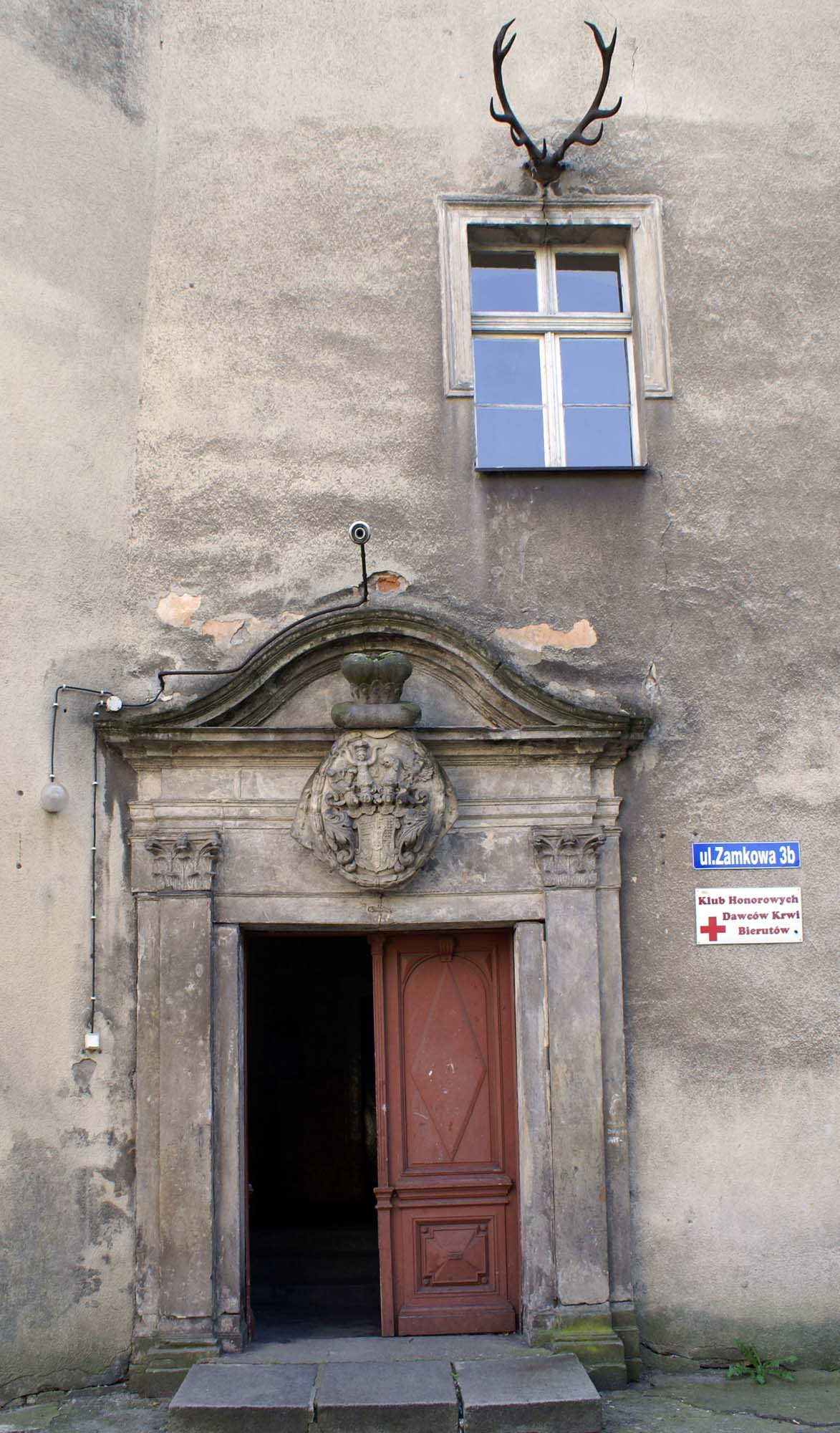
Eingangstür zum erhaltenen Ostflügel
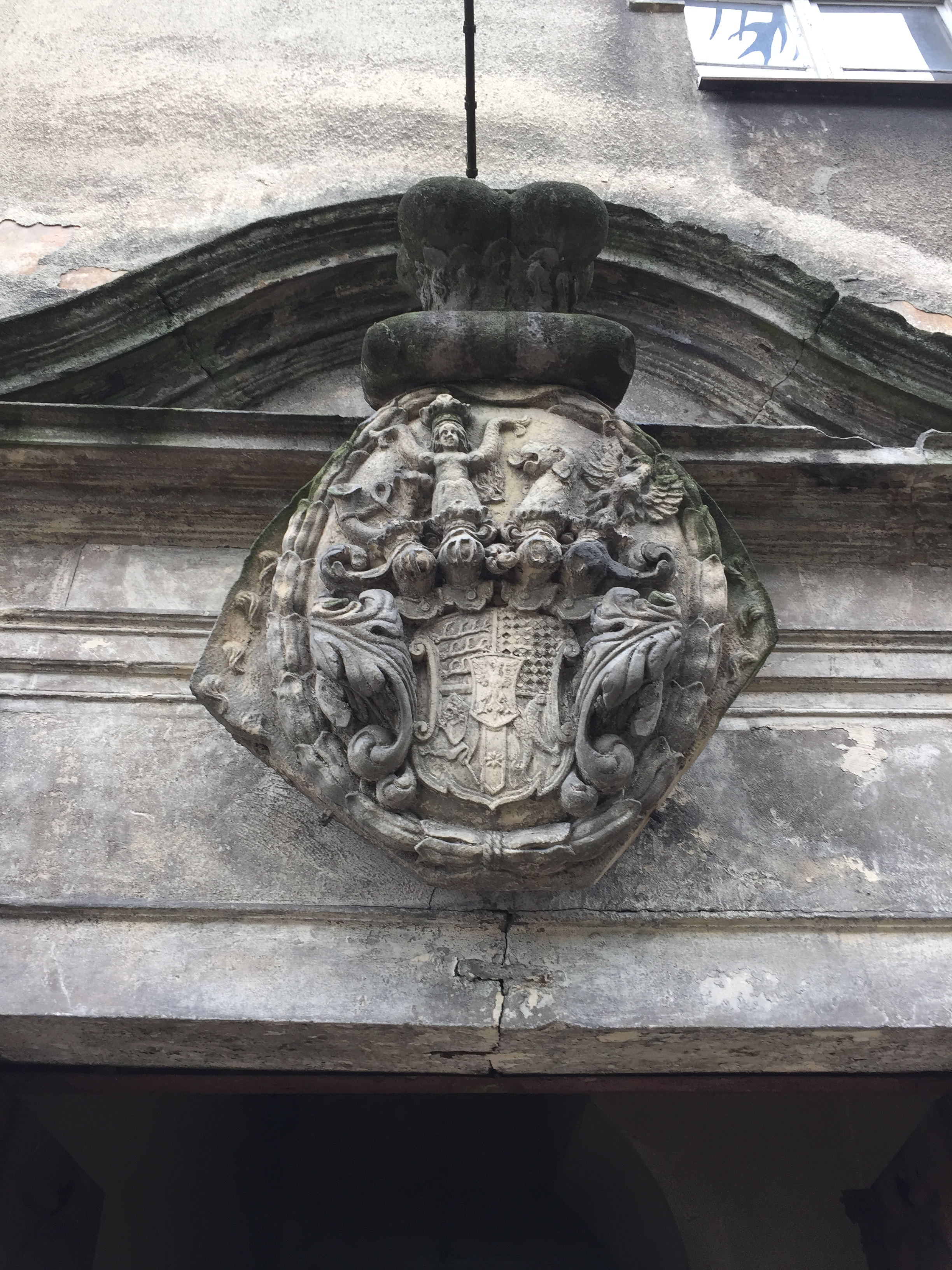
Wappen am Portal